# Bremis Wasserschlauch
Bremis Wasserschlauch (Utricularia bremii), auch Zierlicher Wasserschlauch, ist eine Pflanzenart aus der Gattung der Wasserschläuche (Utricularia) innerhalb der Familie der Wasserschlauchgewächse (Lentibulariaceae). Diese aquatische Pflanzenart ist eine Fleischfressende Pflanze.

## Beschreibung
Die Art ist ein wurzelloser, gelegentlich frei flottierender, in der Regel durch Sprosse am Grund befestigter mehrjähriger Hydrophyt, die Pflanze befindet sich (mit Ausnahme der Blüte) vollständig unter Wasser. Die unterirdischen Sprosse sind 25 bis 60 Millimeter lang, chlorophylllos, haben eine bis acht Fallen und extrem reduzierte Blätter. Die Sprosse im Wasser sind bis zu sechzig Zentimeter lang. Die zahlreichen kreis- bis eiförmigen Blätter sind bis zu zwei Zentimeter lang und bis zum Grunde 3-teilig. Die einzelnen Abschnitte sind wiederum 4- bis 5-mal gabelig geteilt. Insgesamt sind pro Blatt (9-) 12 bis 25 (-50) lineale Endzipfel vorhanden. Es gibt je Blatt 1 bis 7(-10) Schläuche (Fangblase). Diese sind oval und 1 bis 2 Millimeter lang. 
Der Blütenstand ist eine aufrechte, auftauchende, 5 bis 42 (60) Zentimeter hohe, 2 bis 14 blütige, lockere Traube. Der Kelch ist zweiteilig. Die Krone ist goldgelb, zweilippig, 8 bis 9 Millimeter lang, und ungefähr so lang wie breit. Die Oberlippe ist eirund, und mehr oder weniger ebenso lang wie der braunrot gestreifte Gaumen. Die Unterlippe ist rundlich, 8 bis 9 Millimeter lang und mehr oder weniger flach ausgebreitet. Der Sporn ist kurz und seitlich gesehen ungefähr so lang wie breit. Die 2 Staubblätter sind gebogen. Reife Früchte und Samen wurden bisher nie beobachtet.
Die Blütezeit reicht von Juli bis Oktober.
Die Chromosomenzahl beträgt 2n = 36.

## Ökologie
Die Überwinterung dieses Hydrophyten erfolgt auf dem Grund oder im Schlamm der Gewässer durch spezielle kugelige bis ovale Winterknospen (Turionen), welche sich im Herbst an den Sprossspitzen bilden. Bei Utricularia bremii sind die Pollen beinahe immer missgebildet, Kapseln und Samen sind keine bekannt. Die Art scheint sich wie Utricularia ochroleuca und meist Utricularia  australis nur vegetativ zu vermehren (sie ist vermutlich ebenfalls aneuploid).
Wegen ihres späten Blühzeitpunktes, der, ähnlich wie beim Südlichen Wasserschlauch (Utricularia australis), nur äußerst selten zum Ausreifen der Samen führt, vermehrt sich die Pflanze hauptsächlich vegetativ durch Teilung entlang der Sprossachse.

## Ähnliche Arten
Vom Kleinen Wasserschlauch (Utricularia minor) ist Bremis Wasserschlauch vegetativ nicht sicher unterscheidbar. Utricularia minor ist jedoch in allen Teilen kleiner. Die Blattabschnitte sind meist 2- bis 3-mal gabelig geteilt, insgesamt sind pro Blatt 7 bis 22 Endzipfel vorhanden. Der Blütenstand besteht aus 2 bis 6 zitronengelben Blüten, diese sind meist länger als breit. Die Unterlippe ist oval und nicht über 5 mm lang; die seitlichen Ränder sind nach unten geschlagen. Der Sporn ist sehr kurz und seitlich gesehen breiter als lang. Die Kapsel ist klein und kugelförmig. Die Samen sind ungefähr 1 mm lang. 
Beim Gewöhnlichen Wasserschlauch (Utricularia vulgaris) und Südlichen Wasserschlauch (Utricularia australis) sind die Endzipfel der Blätter am Rande mit feinen, stachelartigen Zähnen besetzt.
Der Mittlere Wasserschlauch (Utricularia intermedia) und Blassgelbe Wasserschlauch (Utricularia ochroleuca) haben ihre Schläuche und Blätter stets an verschiedenen Sprossen. Die Schläuche an den Blättern dienen dem Fang von Planktontierchen.

## Verbreitung
Bremis Wasserschlauch gilt als subatlantisches Florenelement und ist in Europa sehr zerstreut verbreitet, fehlt jedoch im Mediterrangebiet, den Balkanstaaten, Schweden und Finnland. Im Norden reicht sie von Irland bis Dänemark, im Süden von Frankreich über Norditalien und Ungarn bis zum oberen Dnjestr-Gebiet, wo sie die östliche Arealgrenze erreicht. Schwerpunkt ihres Vorkommens sind allerdings die Regionen von Donau und Oberrhein. Die europäische Verbreitung ist noch nicht im Detail bekannt.
In Deutschland existiert die Art nur noch in Mittelfranken in sechs Teichen im Aischgrund bei Höchstadt an der Aisch, an einem Standort im Sebalder Reichswald sowie in Wehrda in Hessen. Die bayrischen Bestände waren zeitweise stark bedroht und wurden seither durch Schutzmaßnahmen stabilisiert. Bremis Wasserschlauch ist in Deutschland durch die Bundesartenschutzverordnung geschützt.
In der Schweiz, wo sie auf der Roten Liste steht, sind noch fünf Standorte bekannt, in Österreich kommt sie in Kärnten und in Niederösterreich vor.

## Standort und Pflanzensoziologie
Die Pflanze bevorzugt nährstoffarme, helle, saure Gewässer.
Sie kommt im Bereich von Flach- und Hochmooren in Tümpeln (z. T. zwischen Carex elata-Bulten), in Torfstichweihern und (Zwischenmoor-)Schlenken sowie in Torfgräben vor. Sie wächst im klaren, neutralen bis mäßig sauren (mesotrophen), mäßig nährstoffarmen Wasser oft über 5 bis 20 Zentimeter tief überschwemmten Torfschlamm- oder sandigen Lehmböden. Sie kann gelegentliche Austrocknung des Standortes ertragen, die Vitalität der Bestände schwankt aber im Verlauf eines Jahres oft stark. An den Schweizer Fundorten betragen die pH-Werte zwischen 7,4 und 8,7. Die Art ist in der Schweiz kollin bis montan (subalpin)
in Höhenlagen von 440 bis 1555 Meter verbreitet (höchste Stelle bei Crans im Wallis).
Utricularia bremii gilt als Verbandscharakterart des Sphagno-Utricularion MÜLL. ET GÖRS 60 und kommt vermutlich besonders im Sparganietum minimi TX. 37 vor, ist aber analog zu Utricularia minor auch in anderen Gesellschaften des Verbandes zu erwarten (Z. B. im Scorpidio Utricularietum minoris MÜLL. ET GÖRS 60), zudem wächst er möglicherweise auch in Gesellschaften der Scheuchzerietalia palustris NORDH. 36 und teilweise im Caricetum elatae W. KOCH 26. Oft ist er mit Utricularia minor und z. T. weiteren Arten der Gattung vergesellschaftet.

## Systematik
Utricularia bremii Heer wurde früher als Varietät bzw. Unterart subsp. bremii (Heer) Nyman  zu Utricularia minor gestellt, mittlerweile wird Utricularia bremii aber als eigene Art betrachtet. Von Utricularia minor ist sie aber nur blühend sicher zu unterscheiden, beide Arten blühen aber je nach Standort nicht alle Jahre. Die Streubereiche der vegetativen Merkmale überlappen sich stark, eine Unterscheidung ist meist nur statistisch möglich. Bisher untersuchte Populationen sind genetisch wenig variabel.
Die Art Utricularia bremii gehört zur Sektion Utricularia aus der Gattung Utricularia.

## Gefährdung und Schutzmaßnahmen
Da zu dieser Art keinerlei zuverlässige Bestandszahlen und Angaben zu Gefährdungen vorliegen, stuft die IUCN diese Art als Data Deficient (ungenügende Datengrundlage) ein. In den Nationalen Roten Listen der Länder ihres Verbreitungsgebiets wird sie als Vulnerable (verletzlich) bis Critically Endangered (vom Aussterben bedroht) geführt.